# Колобовская 1
Колобовская 1 — нежилая деревня в Шенкурском районе Архангельской области. Входит в состав муниципального образования «Шеговарское».

## География
Деревня расположена в южной части Архангельской области, в таёжной зоне, в пределах северной части Русской равнины, в 46 километрах на север от города Шенкурска, на правом берегу реки Вага при впадении в неё притока Большая Першта. Ближайшие населённые пункты: на западе деревня Самотворовская, на юго-востоке деревня Антипинская.
Часовой пояс
Колобовская 1, как и вся Архангельская область, находится в часовой зоне МСК (московское время). Смещение применяемого времени относительно UTC составляет +3:00.

## Население
| 2002 | 2010 | 2012 |
| ---- | ---- | ---- |
| 3    | ↘0   | →0   |

## История
Указана в «Списке населенных мест Архангельской губернии к 1905 году» как деревня 1-я Колосовская(Б.Першта). Насчитывала 14 дворов, 66 мужчин и 64 женщины. В административном отношении деревня входила в состав Шеговарского сельского общества Предтеченской волости Шенкурского уезда Архангельской губернии.
На 1 мая 1922 года в поселении 18 дворов, 58 мужчин и 76 женщин.